# Auriculariaceae
Auriculariaceae is een botanische naam, voor een familie van schimmels. Soorten binnen de familie werden vroeger de "heterobasidiomycetes" of "geleischimmels" genoemd, aangezien velen geleiachtige basidiocarpen (vruchtlichamen) hebben die basidiosporen produceren. Wereldwijd zijn er ruim 200 soorten bekend. Aangenomen wordt dat ze allemaal saprotroof zijn, de meeste groeien op dood hout. Vruchtlichamen van verschillende Auricularia-soorten worden op commerciële schaal gekweekt voor voedsel, vooral in China.

## Taxonomie
De familie werd in 1897 opgericht door de Duitse mycoloog Gustav Lindau om soorten schimmels te huisvesten met "gymnocarpous" basidiocarps (met een blote hymenium) en "auricularioid" basidia (min of meer cilindrische basidia met laterale septa). Het omvatte niet alleen het geslacht Auricularia, maar ook Platygloea, Jola, Saccoblastia en Stypinella (= Helicobasidium). In 1922 erkende de Britse mycoloog Carleton Rea dat de familie de geslachten Auricularia, Eocronartium, Helicobasidium, Platygloea en Stilbum bevatte. Zowel Lindau als Rea plaatsten de familie binnen de Auriculariales, maar sommige latere auteurs plaatsten het binnen de Tremellales.
Een radicale herziening vond plaats in 1984, toen de Amerikaanse mycoloog Robert Joseph Bandoni transmissie-elektronenmicroscopie gebruikte om de ultrastructuur van het septale porie-apparaat in de Auriculariales te onderzoeken. Hieruit bleek dat soorten schimmels met "auricularioïde" basidia niet noodzakelijkerwijs nauw verwant waren en dat Auricularia meer gemeen had met Exidia en zijn soortgenomen (met "tremelloide" basidia) dan met andere auricularioïde schimmels. Bandoni beperkte daarom de Auriculariaceae tot het geslacht Auricularia.
Moleculair onderzoek, gebaseerd op cladistische analyse van DNA-sequenties, heeft bevestigd dat de Auriculariaceae behoren tot de orde Auriculariales, maar heeft ook aangegeven dat de familie niet te onderscheiden is van de Exidiaceae. Een clade met Auricularia- en Exidia-soorten (plus hun soortgenoten) komt overeen met de Auriculariaceae.

## Soorten
Volgens de Index Fungorum bestaat de familie uit de volgende dertien geslachten: 
1. Auricularia - 48 soorten
2. Eichleriella - 15 soorten
3. Exidia - 38 soorten
4. Exidiopsis - 30 soorten
5. Fibulosebacea - 1 soort
6. Heterochaete
7. Hirneola
8. Hirneolina
9. Oncomyces
10. Patila
11. Pseudostypella
12. Seismosarca
13. Tremellochaete - 6 soorten